# Eriophora ravilla
Eriophora ravilla är en spindelart som först beskrevs av Carl Ludwig Koch 1844.  Eriophora ravilla ingår i släktet Eriophora och familjen hjulspindlar. Inga underarter finns listade i Catalogue of Life.